# 拉沃斯拉夫·鲁日奇卡
拉沃斯拉夫·斯捷潘·鲁日奇卡（1887年9月13日克罗地亚武科瓦尔 - 1976年9月26日瑞士），克罗地亚化学家，1939年获诺贝尔化学奖。

## 生平
鲁日奇卡生于克罗地亚武科瓦尔，当时隶属奥匈帝国。他的祖辈多是克罗地亚族的农民和手工艺者。小时候在奥西耶克念中学。他一开始想当牧师，后来转而学习科技。选择化学可能是为了在新建的糖厂里找到工作。
鲁日奇卡在日常和社会生活中都很努力，他得以到卡尔斯鲁厄的高等技术学校深造。他在喜欢有机化学课程，觉得今后这个领域可能十分有用。所以他的物理化学教授弗里茨·哈伯反对授以他最优等学士学位。不过，大学期间鲁日奇卡与赫尔曼·施陶丁格有着出色的合作。在施陶丁格的系里他于1910年取得了博士学位。之后他作为助手随施陶丁格赴苏黎世。